# Orrido di Verney
L'Orrido di Verney  (pron. fr. AFI: [vɛʁnɛj]; in francese, Gouffre du Verney), anche noto come Orrido di Pré-Saint-Didier, è una cascata situata in una gola nel comune di Pré-Saint-Didier, in Valle d'Aosta.

## Denominazione
Il termine orrido si rifa alla cultura del Romanticismo ed indica un luogo dove la natura selvaggia regna incontrastata, che affascina il visitatore, facendo provare forti sensazioni adrenaliniche. La seconda parte del nome invece fa riferimento alla Dora di Verney, il torrente che scorre nella gola.

## Descrizione
La cascata è racchiusa da imponenti pareti rocciose pressoché verticali, strette e anguste. Ha origine dalle incisioni postglaciali operate dalle acque della Dora di Verney, provenienti dal vallone di La Thuile. Sull'orrido è stata costruita una passerella sospesa nel vuoto raggiungibile tramite un sentiero: inaugurata nella primavera del 2014, è costata oltre 400.000 euro.